# Història de la pintura de l'antic Egipte
La història de la pintura a l'antic Egipte cobreix la pintura desenvolupada a Egipte durant el període arcaic i faraònic, a l'edat Antiga. A l'antic Egipte es desenvolupà una pintura mural, essencialment narrativa, amb representacions de cerimònies i fets remarcables.

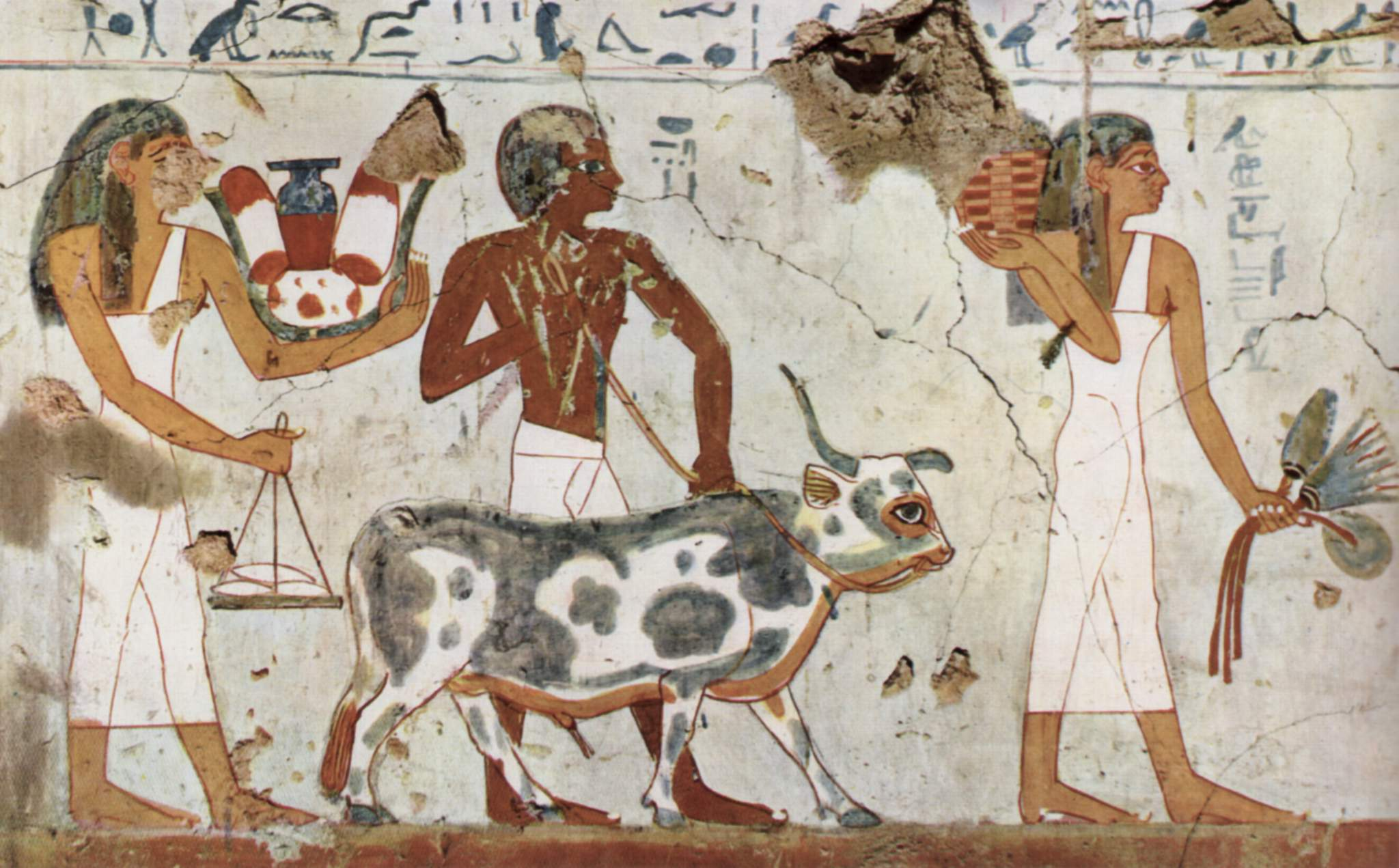
La frontalitat i el color de la pell. Pintura mural de la cambra funerària d'enherbament. Imperi Nou. Dinastia XVIII, vers 1500≈1450 aC.

Els egipcis pintaven el baix relleu que a causa de la seva escassa profunditat sovint porta a confusió respecte a un o altre art. A partir de la dinastia III, la pintura sobre les parets de les tombes substitueix al baix relleu, del qual adopta les principals convencions.
La pintura, com tot l'art de l'antic Egipte, estava regida per unes convencions o cànons i regles molt estrictes, en la que les figures representaven el màxim del cos possible, representant-les de perfil amb detalls amb vista frontal, en el Regne Mitjà sempre sobre una única línia horitzontal, sobre la qual es traçaven 18 línies equidistants que contenien tot el cos: fins a la sisena, els genolls, nou més fins a l'espatlla, una per al coll i dues per al cap, amb un eix vertical a l'alçada de les orelles, els homes mostrant la cama amagada oberta, i les dones, juntes, i tots sempre en plenitud física, representant l'ideal. Les persones d'extraccions socials més baixes es representaven treballant.
La tècnica pictòrica dels egipcis era un antecedent de la pintura al fresc o tremp d'ou, ja que aglutinaven pigments naturals, extrets de diferents terres de color, amb clara d'ou i ho dissolien en aigua per aplicar-ho sobre les parets nues, és a dir, directament sobre els relleus gravats en la pedra calcària o revestides amb un enguixat sec.